# Mimosa formosana
Mimosa formosana är en ärtväxtart som beskrevs av Paul Hermann Wilhelm Taubert. Mimosa formosana ingår i släktet mimosor, och familjen ärtväxter. Inga underarter finns listade i Catalogue of Life.